# دون بتس
دون بتس (انگلیسی: Don Betz) مدرس دانشگاه و سیاست‌مدار آمریکایی است، که هم‌اکنون ریاست دانشگاه اکلاهمای مرکزی را برعهده دارد.